# Sparganothoides teratana
Sparganothoides teratana es una especie de lepidóptero del género Sparganothoides, tribu Sparganothini, familia Tortricidae. Fue descrita científicamente por Zeller en 1877.
La longitud de las alas anteriores es de 8,1 a 9,1 milímetros. Se distribuye por Panamá.